# Чумичёв, Виталий Евгеньевич
Виталий Евгеньевич Чумичёв (род. 27 января 1973, Горки-10) — российский хоккеист, вратарь, тренер. Мастер спорта России.

## Биография
Воспитанник СДЮШОР «Крылья Советов», первый тренер Валерий Плотянский. Выступал за команды «Крылья Советов-2» (1992/93 — 1996/97), «Крылья Советов» (1993/94 — 1996/97), «Спартак» Москва и «Спартак-2» (1997/98, 2000/01), «Кристалл» Электросталь (1998/99), «Липецк» (1999/2000, 2000/01 — 2005/06), «Автомобилист» Екатеринбург (2006/07).
Детский тренер в «Одинцово» (2010—2011), «Атланте» Мытищи, ЦСКА (2016—2017, 2018—2019, 2020—2023, также специалист по скаутингу). Тренер вратарей в команде ВХЛ «Звезда» Чехов (2015/16), команде МХЛ «Красная армия» (2017/18), юношеской сборной России (2019—2021, 2022—2023), команде КХЛ «Северсталь» (с июня 2023).
Трёхкратный олимпийский чемпион среди полицейских и пожарных.